# Lawrence Iquaibom
Lawrence Iquaibom (* 5. Februar 1965) ist ein nigerianischer Gewichtheber, Funktionär und Trainer.

## Karriere
Lawrence Iquaibom stammt aus dem Bundesstaat Akwa Ibom.
Er nahm für Nigeria zweimal an Olympischen Spielen teil. 1984 in Los Angeles belegte er im Federgewicht den 14. Platz bei 21 Teilnehmern, 1988 in Seoul wurde er im Leichtgewicht 12. bei 29 Teilnehmern. Bei den Afrikaspielen 1987 in Nairobi gewann er mit einer Kombination von 245,0 kg die Goldmedaille in der Kategorie bis 60 kg Körpergewicht. Bei den Commonwealth Games 1990 in Auckland erhielt er im Leichtgewicht eine Silbermedaille für seine Kombination von 290,0 kg sowie eine Silbermedaille für seine 130,0 kg im Reißen und eine Silbermedaille für seine 160,0 kg im Stoßen.
Nach seiner aktiven Karriere wurde er Trainer des Verbandes des Bundesstaates Akwa Ibom sowie Vorsitzender des Sportausschusses der Local Government Area Mkpat-Enin und technischer Direktor des nigerianischen Gewichtheberverbandes. Dazu war er Trainer und ist Vorsitzender des Fußballvereines Ibom Youths FC, der in der Nigeria National League spielt, was der 2. Liga entspricht.